# Atovaquon und Proguanil
Die fixe Kombination aus Atovaquon und Proguanil ist ein Arzneimittel, das sowohl zur Vorbeugung vor als auch Behandlung von akuter, unkomplizierter Malaria tropica angewandt wird. 
Proguanil wird in der Leber zum wirksamen Cycloguanil metabolisiert, das über die Hemmung des Enzyms Dihydrofolatreduktase den Lebenszyklus von Plasmodium falciparum hemmt. Atovaquon verlangsamt bestimmte lebenswichtige Stoffwechselvorgänge in den Plasmodien.
Vergleichsstudien belegen bei prophylaktischem Gebrauch eine signifikant bessere Verträglichkeit im Vergleich zu Mefloquin und Chloroquin plus Proguanil. Sehr häufige Nebenwirkungen beinhalten u. a. Magenschmerzen, Kopfschmerzen, Übelkeit, Erbrechen und Durchfall. In der medizinischen Forschungsliteratur wird darüber hinaus über das Stevens-Johnson-Syndrom sowie akute Hepatitis nach der Einnahme von Atovaquon/Proguanil berichtet.
Es ist kontraindiziert bei schweren Nierenstörungen. Mit Metoclopramid, Tetracyclin, Rifampicin, Rifabutin, Warfarin und Etoposid kann es zu Wechselwirkungen kommen.
Die prophylaktische Einnahme von Atovaquon/Proguanil war bis 2012 für eine Anwendungsdauer von 28 Tagen beschränkt. Im August 2012 wurde diese Anwendungsbeschränkung aufgehoben. Seitdem ist die Einnahmedauer von Atovaquon/Proguanil (Malarone) zur Malariaprophylaxe zeitlich unbeschränkt.
Eine Malariaprophylaxe und -therapie muss auch in der Schwangerschaft durchgeführt werden und sich an der Resistenzlage orientieren. Da zur Sicherheit der Anwendung von Atovaquon in der Schwangerschaft nur begrenzt Erfahrungen vorliegen, handelt es sich bei der Kombination Atovaquon/Proguanil um ein Reservemittel, falls andere Therapien nicht angewendet werden können.

## Fertigpräparate
Malarone (GlaxoSmithKline), diverse Generika.
Das Kombipräparat gibt es in zwei Stärken:
- 250 mg Atoquavon/100 mg Proguanilhydrochlorid zur Behandlung von Patienten ab 11 Kilogramm Körpergewicht und zur Prophylaxe für Patienten ab 40 Kilogramm
- 62,5 mg Atoquavon/25 mg Proguanilhydrochlorid zur Behandlung von Patienten mit 5 bis 11 Kilogramm Körpergewicht und zur Prophylaxe für Patienten ab 11 bis 40 Kilogramm[13]

Die Medikamente unterliegen innerhalb der EU, der Schweiz sowie dem Fürstentum Liechtenstein und in Norwegen der ärztlichen Verschreibungspflicht.